# Rozados
Rozados es un despoblado español del municipio de San Pedro de Rozados, perteneciente a la provincia de Salamanca, en la comunidad autónoma de Castilla y León.

## Historia
Hacia mediados del siglo XIX, el lugar, por entonces referido como una alquería ya perteneciente a San Pedro de Rozados, tenía contabilizada una población de ocho habitantes. Aparece descrito en el decimotercer volumen del Diccionario geográfico-estadístico-histórico de España y sus posesiones de Ultramar de Pascual Madoz con las siguientes palabras:

ROZADOS: alq. en la prov. y part. jud. de Salamanca, térm. municipal de San Pedro de Rozados. pobl.: 2 vec. 8 almas.
(Madoz, 1849, p. 579)

En 2022, no tenía empadronado ningún habitante.